# المعهد الملكي للفنون التقليدية
المعهد الملكي للفنون التقليدية أو وِرث هو أحد مبادرات برنامج جودة الحياة أحد برامج تحقيق رؤية السعودية 2030، وضمن مبادرات وزارة الثقافة الرامية إلى تطوير القطاع الثقافي المحلي وتنميته بالتعليم والمعرفة، حيث سيعمل المعهد على توفير برامج تعليمية متقدمة للمواهب والكفاءات السعودية المتخصصة، في قالب أكاديمي يضمن استدامة نشاط الفنون التقليدية في المملكة، ويُسهم في نموها وازدهارها.

## التاريخ
وكان الأمير بدر بن عبدالله بن فرحان آل سعود، وزير الثقافة، قد اعتمد خطة انطلاقة معهد الفنون التقليدية في المجمع الملكي للفنون، في الرياض في 22 أكتوبر 2019. والمعهد ضمن مبادرة أكاديميات الفنون التي أعلن عنها ضمن الحزمة الأولى من مبادرة وزارة الثقافة في مارس 2019 ومبادرات برنامج جودة الحياة، وكان وزير الثقافة قد أعلن عن البدء بدراسة الأكاديميات حسب حاجة السوق وذلك في أغسطس 2019، بحيث تكون الأولى متخصصة في التراث والفنون التقليدية والحرف.

## الهدف
يهدف معهد الفنون التقليدية إلى الحفاظ على الهوية المحلية من خلال تعليم الفنون، وإثراء الفنون التقليدية والترويج لها، وتأهيل الكوادر الوطنية المتخصصة فيها، ورفع مستوى الوعي العامّ وتشجيع مجموعة واسعة من الأصول الثقافية السعودية وطنياً ودولياً، والمحافظة على أصول التراث الثقافي المادي وغير المادي في مجال الفنون التقليدية، والمساهمة في حفظ التراث السعودي وصونه وتطويره وتخريج ممارسين مؤهلين لهذا الغرض، والعمل على التوعية بالفنون ورفع قيمة الفنان من خلال برامج يقوم بها أو من خلال الشراكة مع القطاعات ذات العلاقة، وتعليم الفنون والحرف اليدوية عن طريق برامج معتمدة، إضافة إلى القيام بشراكات أكاديمية مع الجامعات المختلفة لتوفير برامج تعليمية. كما تشتمل مهام المعهد على دعم وتقدير المبدعين في هذه المجالات، وتقديم مِنحٍ للأبحاث المتعلقة بالفنون التقليدية، وتعزيز التبادل الثقافي الدولي.

## المسارات
يقدم المعهد الملكي للفنون التقليدية برامجه التعليمية عبر ثلاثة مسارات، وهي؛ برامج التلمذة، والبرامج الأكاديمية، والدورات القصيرة. وتتوزع تخصصات المعهد بين دراسات الفنون البصرية التقليدية من فنون المنسوجات والأزياء، وفنون الخامات، وفنون البناء، وفن الكتاب. ودراسات الفنون الأدائية التقليدية، والموسيقى التقليدية، إضافة إلى دراسات المتاحف والتراث والتحف.

## هوية المعهد
في فبراير 2024، أعلن المعهد الملكي للفنون التقليدية عن هويته واستراتيجيته الجديدة تحت اسم "ورث"، واستلهمت الهوية البصرية الحديثة من الفنون التقليدية الوطنية للسعودية، حيث تتكون من نقوش فن السدو، إحدى أبرز الحرف اليدوية في السعودية والتي تستخدم نقوشها للتعبير عن هوية السعودية، بالإضافة إلى رمز الربابة إحدى الآلات الموسيقية التقليدية المرتبطة بالفنون الأدائية التقليدية، ونقش الزهرة المستخدم في العمارة والأزياء السعودية، إلى جانب الترابط والتراص الشكلي الذي يجسد ترابط أبناء الوطن. يجمع هذه العناصر ختم الملك عبد العزيز للدلالة على علو شأن قطاع الفنون التقليدية ورواده والاهتمام به، تتوسط الشعار مفردة ورث التي تبرز فن الخط العربي، ويحيط هذه الفنون جميعها العقال المقصَّب وشعار السيفين والنخلة.

## الفعاليات والنشاطات
في7 ذو القعدة 1445 هـ - 15 مايو 2024 م، وتحت شعار «ورث مملكتين» أطلق المعهد الملكي للفنون التقليدية «وِرث» حملة نوعية لتقديم الفنون التقليدية السعودية والتعريف بها للمتلقين على المستويين المحلي والعالمي، وغاية الحملة التي تجمع بين الفنون السعودية وفنون المملكة المتحدة إظهار أوجه التشابه والاختلاف بينهما من خلال مشاركة الحرفيين السعوديين والبريطانيين في العديد من الفعاليات التي تنطلق من الرياض يومي 14-15 من مايو، ضمن مبادرة «The Great  Futures» ثم تتوجه إلى متحف فيكتوريا وألبرت في العاصمة البريطانية لندن في الـ 16 من مايو، ثم تعود مجددًا إلى مقر المعهد في الـ 18 من مايو في العاصمة السعودية الرياض.

## الجوائز
- جائزة الشارقة الدولية للتراث الثقافي (جائزة الممارسات العربية) في الدورة الخامسة لعام 2025م في مجال صناعة الأبواب الخشبية التقليدية في منطقة نجد.[11]